# A Period of Transition
A Period of Transition es el noveno álbum de estudio del músico norirlandés Van Morrison, publicado por la compañía discográfica Warner Bros. Records en abril de 1977. Fue el primer álbum del músico en dos años y medio, y en el momento de su publicación fue recibido con cierta decepción por parte de la prensa musical y de la crítica. Al respecto, Johnny Rogan comentó: «Muchos estaban esperando un trabajo de gran agresión vocal que desafiara a la nueva élite de pretendientes de Morrison, entre los que se incluían Bruce Springsteen, Bob Seger, Phil Lynott, Graham Parker y Elvis Costello».
Un añoantes, Morrison había participado en The Last Waltz junto a Dr. John, que participó como coproductor y músico en el álbum.

## Grabación
Clinton Heylin comentó sobre «Flamingos Fly» y «Joyous Sound»: «Solo siete canciones fueron grabadas [para A Period of Transition] y dos de ellas ya habían sido grabadas en los Record Plant en 1975». Ambas versiones fueron incluidas en el recopilatorio de 1998 The Philosopher's Stone. «Flamingos Fly» fue también grabada en 1973 por Jackie DeShannon y apareció en el álbum Jackie... Plus, junto a otras tres composiciones originales de Morrison de aquella sesión de grabación. Morrison no tardó en tocar la canción en directo, la cual estrenó una semana después de la sesión, el 18 de abril de 1973, en un concierto en Los Ángeles. Dicha interpretación fue la única versión en directo conocida de la canción.

## Canciones
Según Morrison, «You Gotta Make It Through the World» es «una canción de supervivencia», mientras que Dr. John considera que tiene un «sonido espiritual real». «It Fills You Up» es un intento del cantante de explicar el espíritu de inspiración que encuentra a menudo en la música. «The Eternal Kansas City» es, según Dr. John, «la canción sobre la que Van construyó todo el álbum. Fue algo muy profundo para él concentrarse. Va desde un sonido real de una voz etérea a una introducción de jazz y luego a algo del tipo de un R&B». Por otra parte, la canción «Joyous Sound» fue descrita por Brian Hinton como «más como el verdadero Van a medida que comienza a llorar y las letras se describen a sí mismas». Sobre «Flamingos Fly», Morrison comentó: «Hice tres versiones en el estudio. Una la hice lenta, una versión balada. También hice un medio tiempo y esta versión. Esta es la versión que más me gustó para publicar». La última canción del álbum, «Cold Wind in August», fue descrita por Dr. John como «un cruce entre la música de los cuarenta y de los setenta. Es donde Ray Charles lo dejó. Es un verdadero lacrimógeno que vuelve sobre los fundamentos de la música.

## Recepción
Greil Marcus, en su reseña para la revista Rolling Stone, ofreció una valoración mayoritariamente negativa: «Morrison hizo mejor música en 1964 y en 1965 con Them, la primera (¿y última?) gran banda irlandesa de rock and roll... Hay una gran cantidad de neo-R&B jadeando y resoplando en A Period of Transition (¿de qué a qué?), pero las interpretaciones de Morrison rara vez encuentran un enfoque, casi nunca golpean la ranura... La clave de la lentitud del álbum es el embotamiento de la sección de vientos». Stephen Thomas Erlewine, de Allmusic, comentó que el álbum es «cálido, acogedor, impregnado de espiritualidad y de sentido del humor. Aun como un periodo de transición, es algo provisional y desigual, con sus mejores momentos, siendo a lo sumo pequeñas obras maestras».
Peter Knobler, en su reseña para Crawdaddy!, escribió: «La gente ha empezado a hablar sobre Van Morrison en pasado. En los últimos tres años desde su último álbum, Veedon Fleece, su presencia había crecido hasta convertirse en un cierto nivel de excelencia que nadie parecía nunca lograr, ni siquiera el propio Morrison... A Period of Transition es el álbum de retornode Van Morrison y con él da unos pasos desde la influyente ausencia y directamente a la cima». Por otra parte, Robert Christgau escribió: «En general es un disco poco excitante —aunque no del todo. Está lleno de toques sorprendentes... que significan la extinción de un talento».
El biógrafo Steve Turner definió el álbum como «letárgico y sin inspiración», pero dice que tal vez que el álbum que Morrison necesitaba hacer después de estar ausente de la industria musical durante casi tres años. (Su única aparición en público fue una interpretación muy aclamada en The Last Waltz con The Band en 1976). Scott Floman se mostró impresionado y lo llamó «el primer álbum verdaderamente omitible de la carrera de Van hasta el momento».

## Portada del álbum
Morrison ha dicho que el título del álbum hace referencia a su portada. El fotógrafo Ken McGowan capturó varias instantáneas de un Morrison reflexivo e introspectivo hasta que el músico se da cuenta de la presencia de la cámara y muestra una media sonrisa a través de una paulatina transición.

## Lista de canciones
Todas las canciones escritas y compuestas por Van Morrison. 
| Cara A |                                       |          |  |
| N.º    | Título                                | Duración |  |
| 1.     | «You Gotta Make It Through the World» | 5:10     |  |
| 2.     | «It Fills You Up»                     | 4:34     |  |
| 3.     | «The Eternal Kansas City»             | 5:26     |  |

| Cara B |                       |          |  |
| N.º    | Título                | Duración |  |
| 1.     | «Joyous Sound»        | 2:48     |  |
| 2.     | «Flamingos Fly»       | 4:41     |  |
| 3.     | «Heavy Connection»    | 5:23     |  |
| 4.     | «Cold Wind in August» | 5:48     |  |

## Personal
Músicos
- Van Morrison: guitarras acústica y eléctrica, armónica y voz
- Ollie E. Brown: batería y percusión
- Marlo Henderson: guitarra
- Jerry Jumonville: saxofón tenor y alto
- Reggie McBride: bajo
- Joel Peskin: saxofón barítono
- Dr. John: piano y guitarra en «It Fills You Up»
- Mark Underwood: trompeta
- Robbie Montgomery, Roger Kennerly-Saint, Gregory Wright, Carlena Williams, Paulette Parker, Candy Nash, Toni McVey, Gary Garrett y Joe Powell: coros

Equipo técnico
- Van Morrison, Dr. John: producción
- Gary Ladinsky: ingeniero de sonido
- Mike Beiriger, Richard Kaplan, Bart Johnson, Mick Glossop: ingenieros asistentes
- Mike Doud-AGI Hollywood: diseño y dirección artística
- Ken McGowan: fotografía
- Van Morrison: concepto de portada

## Posición en listas
| País           | Lista           | Posición |
| -------------- | --------------- | -------- |
| Estados Unidos | Billboard 200   | 43       |
| Reino Unido    | UK Albums Chart | 23       |